# Lika-Zengg megye
Lika-Zengg megye (horvátul Ličko-senjska županija) közigazgatási egység Délnyugat-Horvátországban. Az ország legnagyobb területű megyéje. Magában foglalja Lika legnagyobb részét, az észak-adriai partvidék Zenggtől Pag szigetének déli végéig terjedő szakaszát, Pag északi részét és a Plitvicei-tavak Nemzeti Parkot. Székhelye Goszpics.

## Közigazgatás
A megyét 4 város és 8 község alkotja, melyek a következők (zárójelben a horvát név szerepel):
| Városok: - Goszpics (Gospić) - Novalja - Otocsán (Otočac) - Zengg (Senj) | Községek: - Alsólapac (Donji Lapac) - Brinje - Karlopagó (Karlobag) - Korbávia (Udbina) - Lovinac - Perušić - Plitvice (Plitvička jezera) - Vrhovine |